# Nicol Zelikman
Nicol Zelikman, née le 30 janvier 2001 à Kfar Saba, est une gymnaste rythmique israélienne. 

## Palmarès

### Championnats du monde
- Bakou 2019
  -  Médaille d'argent par équipe.

### Championnats d'Europe
- Varna 2021
  -  Médaille de bronze par équipe.
- Bakou 2019
  -  Médaille d'argent au cerceau.

### Championnats d'Europe juniors
- Holon 2016
  -  Médaille d'argent au cerceau.
  -  Médaille de bronze au ballon.

- Minsk 2015
  -  Médaille de bronze au concours général en groupe.